# Shaun Murphy (snookerspeler)
Shaun Murphy (Harlow, 10 augustus 1982) is een Engels professioneel snookerspeler. Zijn bijnaam is The Magician.
Murphy won in 2005 het World Snooker Championship. Voor het WK was hij 'slechts' 48ste op de wereldranglijst en hij nam dan ook deel als qualifier, wat inhield dat hij eerst twee voorrondes moest spelen. Murphy won deze twee wedstrijden en kwam terecht in het uiteindelijke toernooi. In de eerste ronde versloeg hij Chris Small. In de volgende rondes won hij van de voormalige wereldkampioenen John Higgins, Steve Davis en Peter Ebdon, waarna hij in de finale uitkwam tegen Matthew Stevens, die in 2000 al eens de finale speelde. Murphy won de finale met 18 frames tegen 16. Op 4 februari 2007 bewees Murphy dat hij geen 'one-hit' wonder was door in de finale van de Malta Cup te winnen van Ryan Day. In 2008 herhaalde Murphy deze prestatie door opnieuw de Malta Cup te winnen, ditmaal tegen Ken Doherty. Tijdens het World Snooker Championship 2007 bereikte hij de halve finale, waarin hij werd verslagen door Mark Selby. Murphy bereikte op het WK 2009 voor de tweede keer de finale, maar verloor die deze keer van John Higgins. Zijn derde finale op het WK 2015 verloor hij van Stuart Bingham en ook in 2021 verloor hij in de finale, nu van Mark Selby.
Murphy was de tweede qualifier die erin geslaagd is het WK te winnen, na Terry Griffiths in 1979. Na Stephen Hendry is hij de jongste speler die de trofee in ontvangst mocht nemen. Voor het wereldkampioenschap had Murphy nog nooit een rankingtoernooi gewonnen; hij had wel al een maximumbreak gemaakt in 2001.
Kenmerkend voor Murphy zijn zijn 'cue action' (de 'rechtheid' van zijn manier van stoten) en zijn vermogen ballen op afstand te potten.

## Belangrijkste resultaten

### Rankingtitels
| #   | Seizoen     | Toernooi                         | Verliezend finalist | Verliezend finalist | Score |
| --- | ----------- | -------------------------------- | ------------------- | ------------------- | ----- |
| 1.  | 2004 / 2005 | Wereldkampioenschap              | Matthew Stevens     | WAL                 | 18-16 |
| 2.  | 2006 / 2007 | Malta Cup                        | Ryan Day            | WAL                 | 9-4   |
| 3.  | 2008 / 2009 | UK Championship                  | Marco Fu            | HKG                 | 10-9  |
| 4.  | 2010 / 2011 | Players Tour Championship Finals | Martin Gould        | ENG                 | 4-0   |
| 5.  | 2013 / 2014 | World Open                       | Mark Selby          | ENG                 | 10-6  |
| 6.  | 2015 / 2016 | World Grand Prix                 | Stuart Bingham      | ENG                 | 10-9  |
| 7.  | 2016 / 2017 | Gibraltar Open                   | Judd Trump          | ENG                 | 4-2   |
| 8.  | 2019 / 2020 | China Championship               | Mark Williams       | WAL                 | 10-9  |
| 9.  | 2019 / 2020 | Welsh Open                       | Kyren Wilson        | ENG                 | 9-1   |
| 10. | 2022 / 2023 | Players Championship             | Ali Carter          | ENG                 | 10-4  |
| 11. | 2022 / 2023 | Tour Championship                | Kyren Wilson        | ENG                 | 10-7  |
| 12. | 2023 / 2024 | Championship League              | Mark Williams       | WAL                 | 3-0   |

### Minor-rankingtitels
| #  | Seizoen     | Toernooi                          | Verliezend finalist | Verliezend finalist | Score |
| -- | ----------- | --------------------------------- | ------------------- | ------------------- | ----- |
| 1. | 2010 / 2011 | Players Tour Championship - EPTC2 | Matthew Couch       | ENG                 | 4-2   |
| 2. | 2013 / 2014 | Players Tour Championship - ET8   | Fergal O'Brien      | IRL                 | 4-1   |
| 3. | 2014 / 2015 | Players Tour Championship - ET3   | Martin Gould        | ENG                 | 4-2   |
| 4. | 2014 / 2015 | Players Tour Championship - ET4   | Robert Milkins      | ENG                 | 4-0   |

### Niet-rankingtitels
| #  | Seizoen     | Toernooi                      | Verliezend finalist | Verliezend finalist | Score |
| -- | ----------- | ----------------------------- | ------------------- | ------------------- | ----- |
| 1. | 2007 / 2008 | Malta Cup                     | Ken Doherty         | IRL                 | 9-3   |
| 2. | 2008 / 2009 | World Series of Snooker Final | John Higgins        | SCO                 | 6-2   |
| 3. | 2009 / 2010 | Premier League                | Ronnie O'Sullivan   | ENG                 | 7-3   |
| 4. | 2010 / 2011 | Wuxi Classic                  | Ding Junhui         | CHN                 | 9-8   |
| 5. | 2014 / 2015 | The Masters                   | Neil Robertson      | AUS                 | 10-2  |
| 6. | 2017 / 2018 | Champion of Champions         | Ronnie O'Sullivan   | ENG                 | 10-8  |
| 7. | 2024 / 2025 | Masters                       | Kyren Wilson        | ENG                 | 10-7  |

### Wereldkampioenschap
Hoofdtoernooi (laatste 32 of beter):
| #   | Seizoen     | Editie  | Prestatie      | Extra                                   |
| --- | ----------- | ------- | -------------- | --------------------------------------- |
| 1.  | 2001 / 2002 | WK 2002 | Laatste 32     | Verloor met 10-4 van Stephen Hendry     |
| 2.  | 2002 / 2003 | WK 2003 | Laatste 32     | Verloor met 10-9 van Ken Doherty        |
| 3.  | 2004 / 2005 | WK 2005 | Wereldkampioen | Won met 18-16 van Matthew Stevens       |
| 4.  | 2005 / 2006 | WK 2006 | Kwartfinale    | Verloor met 13-7 van Peter Ebdon        |
| 5.  | 2006 / 2007 | WK 2007 | Halvefinale    | Verloor met 17-16 van Mark Selby        |
| 6.  | 2007 / 2008 | WK 2008 | Laatste 16     | Verloor met 13-4 van Ali Carter         |
| 7.  | 2008 / 2009 | WK 2009 | Finale         | Verloor met 18-9 van John Higgins       |
| 8.  | 2009 / 2010 | WK 2010 | Kwartfinale    | Verloor met 13-12 van Ali Carter        |
| 9.  | 2010 / 2011 | WK 2011 | Laatste 16     | Verloor met 13-10 van Ronnie O'Sullivan |
| 10. | 2011 / 2012 | WK 2012 | Laatste 32     | Verloor met 10-8 van Jamie Jones        |
| 11. | 2012 / 2013 | WK 2013 | Kwartfinale    | Verloor met 13-12 van Judd Trump        |
| 12. | 2013 / 2014 | WK 2014 | Kwartfinale    | Verloor met 13-3 van Ronnie O'Sullivan  |
| 13. | 2014 / 2015 | WK 2015 | Finale         | Verloor met 18-15 van Stuart Bingham    |
| 14. | 2015 / 2016 | WK 2016 | Laatste 32     | Verloor met 10-8 van Anthony McGill     |
| 15. | 2016 / 2017 | WK 2017 | Laatste 16     | Verloor met 13-7 van Ronnie O'Sullivan  |
| 16. | 2017 / 2018 | WK 2018 | Laatste 32     | Verloor met 10-9 van Jamie Jones        |
| 17. | 2018 / 2019 | WK 2019 | Laatste 16     | Verloor met 13-6 van Neil Robertson     |
| 18. | 2019 / 2020 | WK 2020 | Laatste 32     | Verloor met 10-4 van Noppon Saengkham   |
| 19. | 2020 / 2021 | WK 2021 | Finale         | Verloor met 18-15 van Mark Selby        |
| 20. | 2021 / 2022 | WK 2022 | Laatste 32     | Verloor met 10-8 van Stephen Maguire    |
| 21. | 2022 / 2023 | WK 2023 | Laatste 32     | Verloor met 10-9 van Si Jiahui          |
| 22. | 2023 / 2024 | WK 2024 | Laatste 16     | Verloor met 13-9 van Stephen Maguire    |
| 23. | 2024 / 2025 | WK 2025 | Laatste 16     | Verloor met 13-10 van Judd Trump        |

## Trivia
Murphy is een gelovig man en vertelde ooit te bidden voor elke partij.
Naast snooker speelt hij piano en golf. Bovendien is hij supporter van Manchester United FC en is actief vrijwilliger voor de Royal Manchester Children's Hospital Charity. Voor iedere break van 100 punten doneert hij 100 pond aan de RMCH, ook al legt dit tijdens de partij extra druk op hem. Reden hiervoor ligt in het feit, dat een kennis van hem jarenlang om de haverklap in het ziekenhuis werd opgenomen.
Joe Davis · Walter Donaldson · Fred Davis · Horace Lindrum · John Pulman · John Spencer · Ray Reardon · Alex Higgins · Terry Griffiths · Cliff Thorburn · Steve Davis · Dennis Taylor · Joe Johnson · Stephen Hendry · John Parrott · Ken Doherty · John Higgins · Mark Williams · Ronnie O'Sullivan · Peter Ebdon · Shaun Murphy · Graeme Dott · Neil Robertson · Mark Selby · Stuart Bingham · Judd Trump · Luca Brecel · Kyren Wilson · Zhao Xintong